# Alraft
Alraft ist einer der kleinsten Stadtteile der Stadt Waldeck im nordhessischen Landkreis Waldeck-Frankenberg.

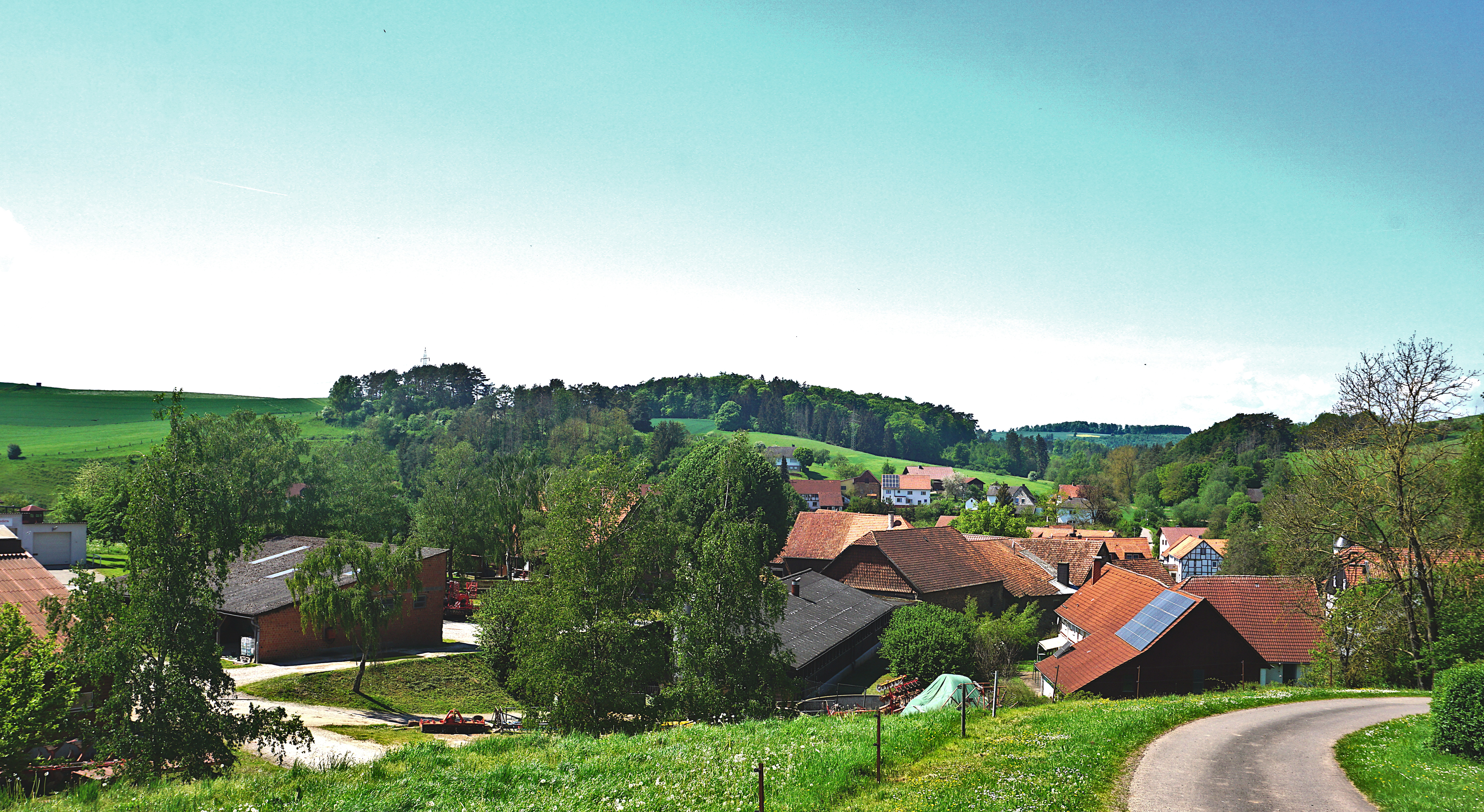
Alraft vom Friedhof aus gesehen

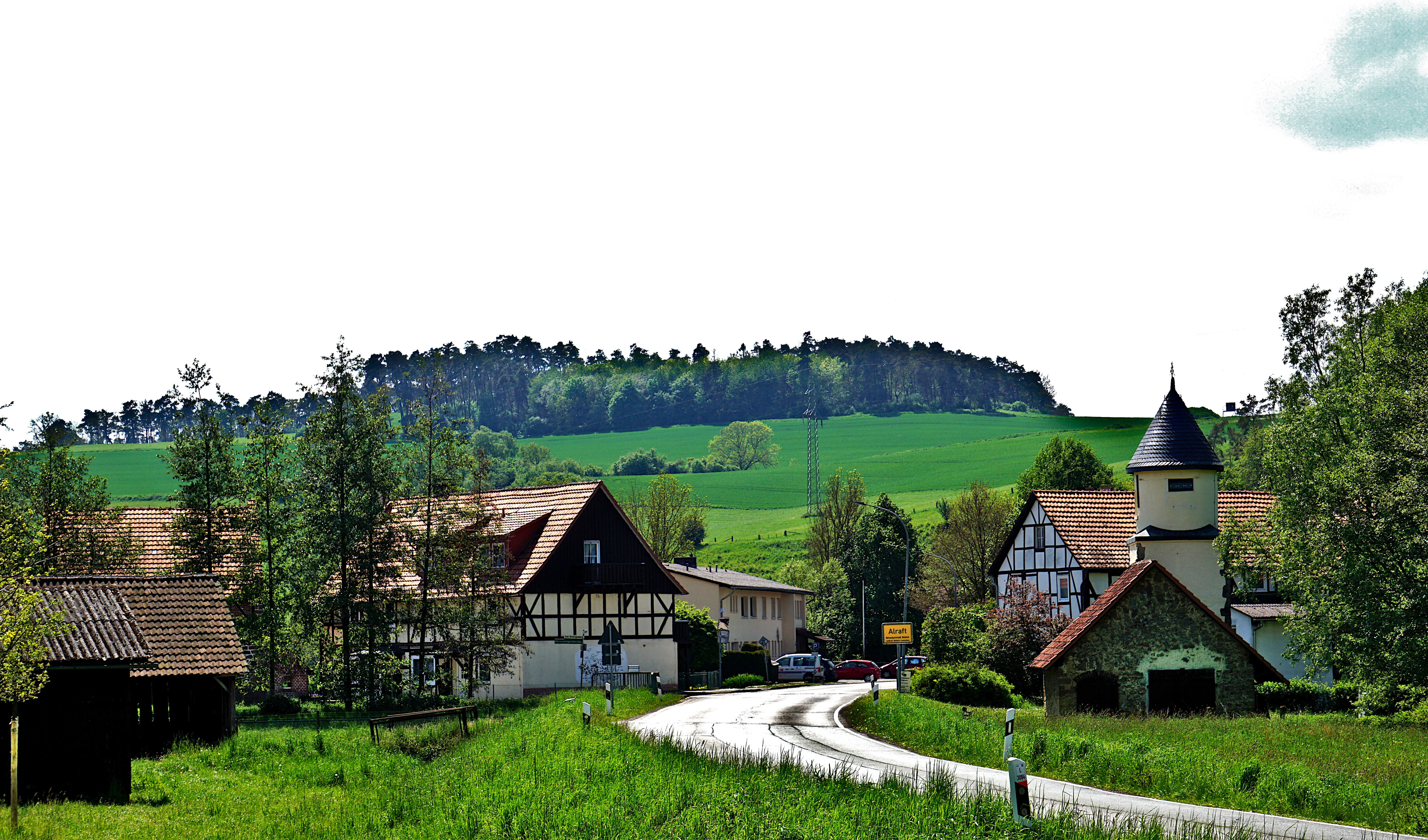
Am Dorfeingang

## Geschichte
Die älteste gesicherte schriftliche Erwähnung von Alraft erfolgte unter dem Namen in Alrepe im Jahr 1126 in einer Urkunde der Reichsabtei Corvey.
Aus dem Jahr 1206 ist ein Aufzählung der zahlreichen Güter des Klosters Ober-Werbe erhalten. Es ist davon auszugehen, dass die Entstehung Alrafts mit dem nicht weit entfernten Kloster in Verbindung zu bringen ist. Das Kloster hatte hier seine Außenhöfe liegen. Eine ehemalige Wassermühle an der Werbe, die „Klippmühle“, erinnert heute noch an die Nutzung der Wasserkraft in vergangenen Zeiten.
Neben den Klöstern Corvey, Hasungen, Berich und Werbe erscheinen nach 1300 die Herren von Itter und deren Lehnsleute mit Besitzungen in Alraft, den sie an die Klöster Haina und Werbe abtreten. Nachdem im 16. Jahrhundert die Herrschaft Itter endgültig an Hessen gelangt war, wird bei der zwischen den Landgrafen von Hessen und den Grafen von Waldeck 1590 festgelegten waldeckisch-itterschen Grenze unter anderem die Alrafter Mühle der Grafschaft zugesprochen.
Im Zuge der Gebietsreform in Hessen fusionierten zum 1. Oktober 1971 die bis dahin selbständigen Gemeinden Alraft, Höringhausen, Netze und Nieder-Werbe sowie die beiden Städte Sachsenhausen und Waldeck auf freiwilliger Basis zur neuen Stadt Waldeck. Als Sitz der Verwaltung wurde der Stadtteil Sachsenhausen bestimmt.
Für alle eingegliederten, ehemals eigenständigen, Gemeinden von Waldeck wurden Ortsbezirke mit Ortsbeirat und Ortsvorsteher nach der Hessischen Gemeindeordnung gebildet.
Verwaltungsgeschichte im Überblick
Die folgende Liste zeigt die Herrschaftsgebiete und Staaten, in denen Alraft lag, bzw. die Verwaltungseinheiten, denen es unterstand:
- vor 1356: Heiliges Römisches Reich, Herrschaft Itter
- 1356–1590: Heiliges Römisches Reich, Landesherrschaft strittig zwischen Landgrafschaft Hessen, Kurmainz und Grafschaft Waldeck, Herrschaft Itter
- ab 1590: Heiliges Römisches Reich, Grafschaft Waldeck, Amt Waldeck
- ab 1712: Heiliges Römisches Reich, Fürstentum Waldeck, Amt Waldeck
- ab 1806: Fürstentum Waldeck, Amt Waldeck
- ab 1814: Fürstentum Waldeck, Oberamt der Eder (Sitz in Nieder-Wildungen)
- ab 1816: Fürstentum Waldeck, Oberjustizamt der Werbe (Sitz in Sachsenhausen)
- ab 1850: Fürstentum Waldeck-Pyrmont (ab 1848), Kreis der Eder
- ab 1867: Fürstentum Waldeck-Pyrmont (Akzessionsvertrag mit Preußen), Kreis der Eder[Anm. 1]
- ab 1871: Deutsches Reich, Fürstentum Waldeck-Pyrmont, Kreis der Eder
- ab 1919: Deutsches Reich, Freistaat Waldeck, Kreis der Eder
- ab 1929: Deutsches Reich, Freistaat Preußen, Provinz Hessen-Nassau, Regierungsbezirk Kassel, Kreis der Eder
- ab 1942: Deutsches Reich, Freistaat Preußen, Provinz Hessen-Nassau, Regierungsbezirk Kassel, Landkreis Waldeck
- ab 1944: Deutsches Reich, Freistaat Preußen, Provinz Kurhessen, Landkreis Waldeck
- ab 1945: Amerikanische Besatzungszone, Groß-Hessen, Regierungsbezirk Kassel, Landkreis Waldeck
- ab 1946: Amerikanische Besatzungszone, Hessen, Regierungsbezirk Kassel, Landkreis Waldeck
- ab 1949: Bundesrepublik Deutschland, Hessen, Regierungsbezirk Kassel, Landkreis Waldeck
- ab 1971: Bundesrepublik Deutschland, Hessen, Regierungsbezirk Kassel, Landkreis Waldeck, Stadt Waldeck[Anm. 2]
- ab 1974: Bundesrepublik Deutschland, Hessen, Regierungsbezirk Kassel, Landkreis Waldeck-Frankenberg, Stadt Waldeck

## Bevölkerung
Einwohnerstruktur 2011
Nach den Erhebungen des Zensus 2011 lebten am Stichtag dem 9. Mai 2011 in Alraft 165 Einwohner. Darunter waren keine Ausländer.
Nach dem Lebensalter waren 27 Einwohner unter 18 Jahren, 57 zwischen 18 und 49, 48 zwischen 50 und 64 und 33 Einwohner waren älter.
Die Einwohner lebten in 75 Haushalten. Davon waren 27 Singlehaushalte, 21 Paare ohne Kinder und 21 Paare mit Kindern, sowie 6 Alleinerziehende und keine Wohngemeinschaften. In 15 Haushalten lebten ausschließlich Senioren und in 54 Haushaltungen leben keine Senioren.
Einwohnerentwicklung
- 1738: 12 Häuser[2]
- 1770: 13 Häuser, 84 Einwohner[2]

| Alraft: Einwohnerzahlen von 1770 bis 2020 | Alraft: Einwohnerzahlen von 1770 bis 2020 | Alraft: Einwohnerzahlen von 1770 bis 2020 | Alraft: Einwohnerzahlen von 1770 bis 2020 | Alraft: Einwohnerzahlen von 1770 bis 2020 |
| --- | ----------------------------------------- | ----------------------------------------- | ----------------------------------------- | ----------------------------------------- |
| Jahr |                                           |                                           |                                           | Einwohner                                 |
| 1770 | 1770                                      |                                           | 84                                        | 84                                        |
| 1800 | 1800                                      |                                           | ?                                         | ?                                         |
| 1834 | 1834                                      |                                           | 124                                       | 124                                       |
| 1840 | 1840                                      |                                           | 139                                       | 139                                       |
| 1846 | 1846                                      |                                           | 130                                       | 130                                       |
| 1852 | 1852                                      |                                           | 140                                       | 140                                       |
| 1858 | 1858                                      |                                           | 144                                       | 144                                       |
| 1864 | 1864                                      |                                           | 148                                       | 148                                       |
| 1871 | 1871                                      |                                           | 135                                       | 135                                       |
| 1875 | 1875                                      |                                           | 140                                       | 140                                       |
| 1885 | 1885                                      |                                           | 133                                       | 133                                       |
| 1895 | 1895                                      |                                           | 143                                       | 143                                       |
| 1905 | 1905                                      |                                           | 140                                       | 140                                       |
| 1910 | 1910                                      |                                           | 143                                       | 143                                       |
| 1925 | 1925                                      |                                           | 136                                       | 136                                       |
| 1939 | 1939                                      |                                           | 125                                       | 125                                       |
| 1946 | 1946                                      |                                           | 201                                       | 201                                       |
| 1950 | 1950                                      |                                           | 174                                       | 174                                       |
| 1956 | 1956                                      |                                           | 144                                       | 144                                       |
| 1961 | 1961                                      |                                           | 143                                       | 143                                       |
| 1967 | 1967                                      |                                           | 155                                       | 155                                       |
| 1980 | 1980                                      |                                           | ?                                         | ?                                         |
| 1990 | 1990                                      |                                           | ?                                         | ?                                         |
| 2000 | 2000                                      |                                           | ?                                         | ?                                         |
| 2011 | 2011                                      |                                           | 165                                       | 165                                       |
| 2015 | 2015                                      |                                           | 163                                       | 163                                       |
| 2020 | 2020                                      |                                           | 170                                       | 170                                       |
| Datenquelle: Historisches Gemeindeverzeichnis für Hessen: Die Bevölkerung der Gemeinden 1834 bis 1967. Wiesbaden: Hessisches Statistisches Landesamt, 1968. Weitere Quellen: LAGIS; Stadt Waldeck:; Zensus 2011 |                                           |                                           |                                           |                                           |

Historische Religionszugehörigkeit
| • 1895: | 143 evangelische (= 100 %) Einwohner                              |
| • 1961: | 131 evangelische (= 91,61 %), 12 katholische (= 8,39 %) Einwohner |

## Persönlichkeiten
- Heinrich Kramer  (1856–1934), deutscher Schriftsteller und Politiker (SPD)